# Relations entre les Samoa et l'Union européenne
Les relations entre les Samoa et l’Union européenne reposent sur les accords ACP ainsi que l'aide au développement. Depuis 1975, l'Union a octroyé près de 130 millions d'euros aux Samoa.

## Sources

## Compléments